# 湖南怀化火车站广场砍人事件
湖南怀化火车站广场砍人事件是于2014年3月22日13时50分许发生在湖南省怀化火车站广场出口附近的一起无差别砍杀事件。一青年男子持刀砍伤3名路人，犯罪嫌疑人陈某已被当场抓获，陈某，男，31岁，汉族，陕西省安康人。
据新华社消息，被砍伤的1名老人和2名小孩已送往附近的第三人民医院进行救治。怀化市委书记张自银、市长李晖第一时间赶到医院看望伤者，并要求全力进行救治。

## 类似案件
- 长沙伍家岭砍人事件